# Щербо, Георгий Михайлович
Георгий Михайлович Щербо (17 апреля 1926 — 5 марта 2000, Москва) — российский историк строительства и строительной техники, москвовед. Кандидат технических наук, старший научный сотрудник сектора истории техники Института истории естествознания и техники им. С. И. Вавилова Российской академии наук.
Член Российского национального комитета по истории и философии науки и техники РАН, председатель секции истории строительной техники.
Автор более 170 работ по истории строительства, в том числе 12 книг и брошюр (среди них уникальная обобщающая работа «Московские мостовые за 900 лет» (1996)).
Скончался 5 марта 2000 года. Похоронен в Москве на Пятницком кладбище (участок 11).

## Публикации
- Щербо Г. М. Дома из готовых деталей. — М.: Знание, 1965. — 32 с. — (Новое в жизни, науке, технике). — 48 000 экз. (обл.)
- Щербо Г. М. Развитие жилищного строительства с применением монолитного бетона в нашей стране / Г. М. Щербо // Монолитное домостроение. Сб. ЦНИИЭП жилища: Вып. 2. — М., 1976. — С. 3-15.
- Щербо Г. М. Московские мостовые за 900 лет / ИИЕТ им. С. И. Вавилова РАН. — М.: ТОО «Янус», 1996. — 152, [4] с. — (Библиотека «История Москвы с древнейших времён до наших дней»). — 1000 экз. — ISBN 5-88929-008-8. (обл.)
- Щербо Г. М. Сухарева башня: Исторический памятник и проблема его воссоздания / Отв. ред. С. С. Илизаров; ИИЕТ им. С. И. Вавилова РАН. — М.: Янус-К, 1997. — 44 с. — ISBN 5-8037-0001-0. (обл.)